# Wohn- und Wirtschaftsgebäude Neubauerstraße 18

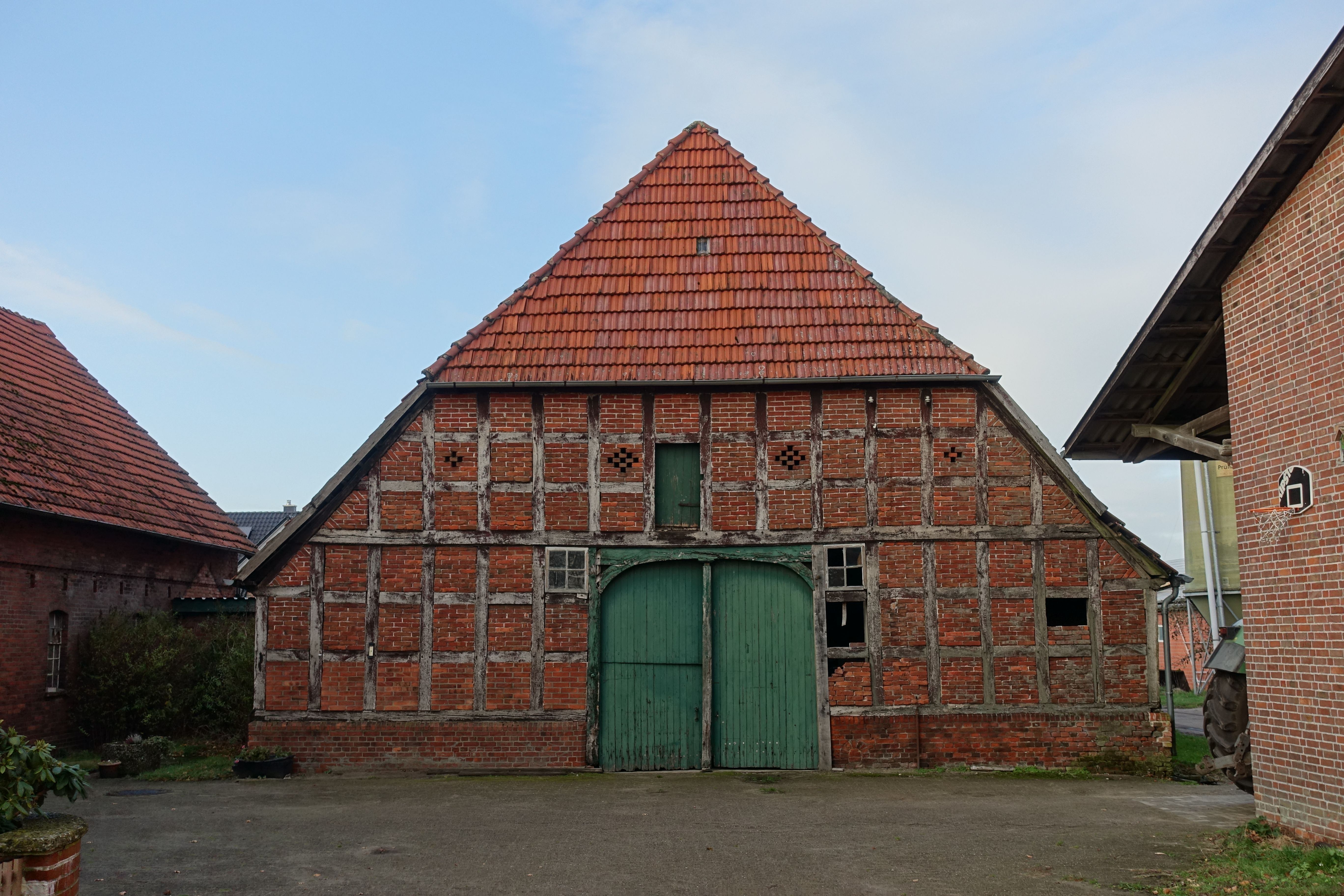
Südgiebel (2022)

Das Wohn- und Wirtschaftsgebäude Neubauerstraße 18 in der niedersächsischen Gemeinde Scheeßel, Ortsteil Westeresch, wurde zur Mitte des 19. Jahrhunderts gebaut. Aktuell (2025) wird es wohl zum Wohnen und gewerblich genutzt.
Das Gebäude steht unter Denkmalschutz (siehe auch Liste der Baudenkmale in Scheeßel).

## Geschichte und Beschreibung
Scheeßel wurde 1205 als Archidiakonat genannt und Westeresch 1028 erstmals urkundlich erwähnt. Beide Orte gehören zum heutigen Landkreis Rotenburg (Wümme).
Das eingeschossige giebelständige Wohn- und Wirtschaftsgebäude als Zweiständer-Hallenhaus in Fachwerk mit Steinausfachungen, ziegelgedecktem Krüppelwalmdach, Ladeluke und der Grooten Door mit Korbbogen wurde um 1850 gebaut. Das Haus ist weitgehend unverändert erhalten.
Das Landesdenkmalamt befand u. a.: „… ein regionstypisches Hallenhaus des 19. Jahrhunderts in Zweiständerkonstruktion ….“